# Parque de los Deseos
El Parque de los Deseos es un parque urbano de la ciudad colombiana de Medellín, creado con el fin de relacionar el universo con la gente. Dentro de su perímetro se ubican el Planetario y la Casa de la Música y en su vecindad se ubican la Universidad de Antioquia, el Jardín Botánico, el Parque Explora (museo interactivo), el Parque Norte (parque de atracciones) y la Estación Universidad del metro.

## Descripción
El Parque de los Deseos o Parque de la Resistencia, fue construido por Empresas Públicas de Medellín y la Alcaldía de Medellín en el año 2003 con el objeto de ofrecer a los visitantes una opción para que desde la lúdica, el descanso y la relajación, pudieran interactuar con los elementos que permitan entender conceptos de astronomía y el impacto de estos sobre el agua, la energía y las comunicaciones.
Hoy en día, es administrado por la Fundación EPM y se ha convertido en un destacado centro de encuentro cultural a nivel ciudad, en el que convergen habitantes todo el Valle de Aburrá y gran cantidad de turistas, para disfrutar de la programación cultural y educativa que ofrece la institución administradora a sus visitantes, entre ellas cine, conciertos, cuentería, exposiciones y talleres para todo público. Cuenta además con un importante espacio para los músicos de Medellín, único en la ciudad, la Casa de la Música que acoge sin costo a múltiples agrupaciones, orquestas, bandas, cantantes, música independientes y bailarines que asisten allí para formarse, ensamblarse, ensayar y proyectarse de la mano de la Fundación. Las actividades de la Casa de la Música y el Parque de los Deseos se realizan sin ningún costo para los asistentes. 

### Atracciones[6]
El Parque ofrece 8 atracciones lúdicas diferentes, que dan testimonio de los sueños, los deseos y los logros de la humanidad en diferentes épocas: helióstato, réplica observatorio Muisca, mundo de los vientos, esfera celeste, voces a distancia, reloj solar, eclipse y asoleamiento en Medellín. permitiendo al visitante conocer o recordar estos primitivos sistemas.

### Servicios y facilidades

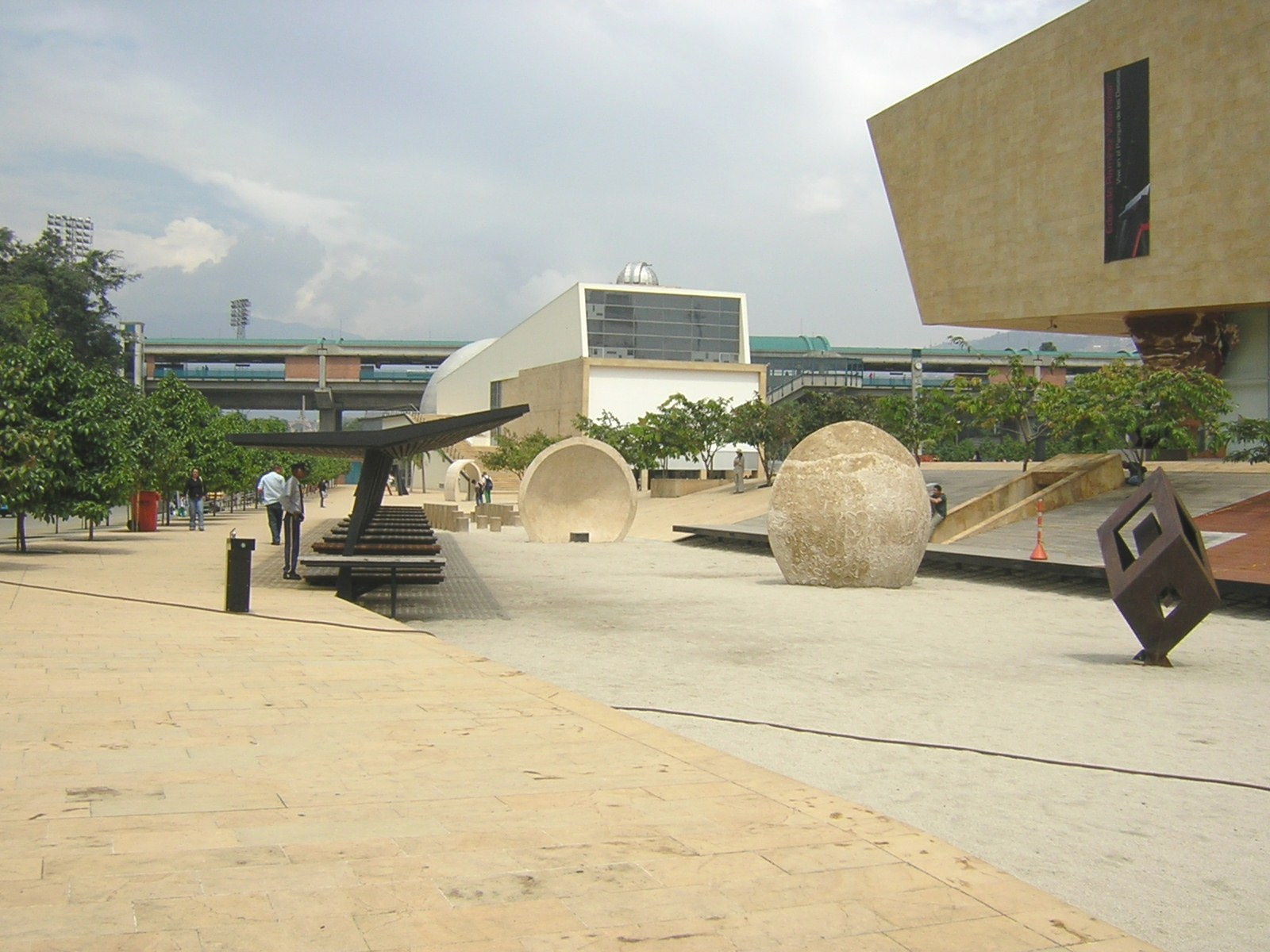
Voces a distancia en el Parque de los Deseos (Concha acústica).

El espacio del Parque está dividido en dos zonas: Un espacio abierto que alberga las experiencias interactivas, y un edificio de modernas características con locales comerciales, sala para exhibiciones y palco para proyecciones.
- Plaza principal de eventos
- Zonas duras arborizadas
- Pantalla gigante de cine al aire libre para proyecciones
- Área de playa (Arenero)
- Espejo y fuentes de agua
- Acceso al Metro (Estación Universidad)
- Puesto de información y guías